# HK Olimpija Hertz 1995/96
Sezona 1995/96 HK Olimpija Hertz, ki je osvojila naslov prvaka v slovenski ligi, tretje mesto v alpski ligi in uvrstitev v drugi krog pokala evropskih prvakov.

## Postava
- Trener:  Pavle Kavčič

| Vratarji | Vratarji           | Vratarji          | Vratarji    | Vratarji | Vratarji                 | Vratarji                   |
| -------- | ------------------ | ----------------- | ----------- | -------- | ------------------------ | -------------------------- |
| #        | Nar                | Igralec           | Boljša roka | Sez.     | Starost (rojstni dan)    | Kraj rojstva               |
|          | Slovenija          | Martin Novak      | leva        | 10       | 25 let (27. januar 1970) | Ljubljana, Slovenija       |
|          | Slovenija          | Aleš Petronijevič | leva        | 1        | 18 let (17. julij 1977)  | Ljubljana, Slovenija       |
|          | Kanada · Slovenija | Stanley Reddick   |             | 1        | 26 let (12. julij 1969)  | Etobicoke, Ontario, Kanada |

| Branilci | Branilci                | Branilci           | Branilci    | Branilci | Branilci                   | Branilci                    |
| -------- | ----------------------- | ------------------ | ----------- | -------- | -------------------------- | --------------------------- |
| #        | Nar                     | Igralec            | Boljša roka | Sez.     | Starost (rojstni dan)      | Kraj rojstva                |
|          | Slovenija               | Jaka Adlešič       |             | 1        | 17 let (28. november 1977) | Ljubljana, Slovenija        |
|          | Slovenija               | Igor Beribak (C)   |             | 9        | 31 let (18. maj 1964)      | Ljubljana, Slovenija        |
|          | Slovenija               | Elvis Bešlagič     | leva        | 1        | 22 let (4. julij 1973)     | Jesenice, Slovenija         |
|          | Slovenija               | Andrej Brodnik     | desna       | 8        | 25 let (4. maj 1970)       | Ljubljana, Slovenija        |
|          | Slovenija               | Robert Ciglenečki  | leva        | 2        | 21 let (17. julij 1974)    | Ljubljana, Slovenija        |
|          | Združene države Amerike | Cory Laylin        | leva        | 1        | 25 let (24. januar 1970)   | Saint Cloud, Minnesota, ZDA |
|          | Slovenija               | Peter Mihelič      |             | 1        | 16 let (5. avgust 1979)    | Ljubljana, Slovenija        |
|          | Slovenija               | Žiga Mirtič        | leva        | 1        | 17 let (26. januar 1978)   | Ljubljana, Slovenija        |
|          | Slovenija               | Samo Kumar         | leva        | 6        | 21 let (17. november 1973) | Ljubljana, Slovenija        |
|          | Slovenija               | Bine Schmitzberger | leva        | 1        | 17 let (23. januar 1978)   | Ljubljana, Slovenija        |
|          | Slovenija               | Darko Prusnik      |             | 4        | 39 let (7. marec 1956)     | Ljubljana, Slovenija        |
|          | Slovenija               | Bojan Zajc         | desna       | 6        | 29 let (7. november 1965)  | Ljubljana, Slovenija        |

| Napadalci | Napadalci          | Napadalci        | Napadalci | Napadalci   | Napadalci | Napadalci                 | Napadalci                    |
| --------- | ------------------ | ---------------- | --------- | ----------- | --------- | ------------------------- | ---------------------------- |
| #         | Nar                | Igralec          | Položaj   | Boljša roka | Sez.      | Starost (rojstni dan)     | Kraj rojstva                 |
|           | Slovenija          | Jaka Avgustinčič | F         | leva        | 2         | 18 let (27. oktober 1976) | Ljubljana, Slovenija         |
|           | Slovenija          | Marjan Gorenc    | F         | leva        | 12        | 31 let (27. februar 1964) | Ljubljana, Slovenija         |
|           | Kanada             | David Haas       | LW        | leva        | 1         | 27 let (23. junij 1968)   | Toronto, Ontario, Kanada     |
|           | Slovenija          | Ivo Jan          | C         | Desna       | 4         | 20 let (3. april 1975)    | Jesenice, Slovenija          |
|           | Kanada · Slovenija | Ed Kastelic      | RW        | desna       | 2         | 31 let (29. januar 1964)  | Toronto, Ontario, Kanada     |
|           | Slovenija          | Dejan Kontrec    | LW        | leva        | 11        | 25 let (23. januar 1970)  | Ljubljana, Slovenija         |
|           | Slovenija          | Mare Kumar       | F         |             | 1         | 20 let (7. marec 1975)    | Ljubljana, Slovenija         |
|           | Kanada             | Bill McDougall   | RW        | desna       | 1         | 29 let (10. avgust 1966)  | Mississauga, Ontario, Kanada |
|           | Slovenija          | Denis Marinčič   | F         | leva        | 1         | 17 let (5. marec 1978)    | Ljubljana, Slovenija         |
|           | Kanada             | Kraig Nienhuis   | LW        | leva        | 2         | 33 let (9. maj 1962)      | Sarnia, Ontario, Kanada      |
|           | Slovenija          | Jure Vnuk        | LW        | leva        | 6         | 22 let (18. junij 1973)   | Ljubljana, Slovenija         |
|           | Slovenija          | Tomaž Vnuk       | C         | desna       | 6         | 25 let (11. april 1970)   | Ljubljana, Slovenija         |
|           | Slovenija          | Luka Žagar       | LW        | leva        | 2         | 17 let (25. junij 1978)   | Ljubljana, Slovenija         |
|           | Slovenija          | Nik Zupančič     | RW        | desna       | 10        | 26 let (3. november 1968) | Ljubljana, Slovenija         |

## Tekmovanja

### Slovenska liga
Uvrstitev: 1. mesto

#### Redni del

##### Prvi del
| Mesto | Klub            | OT | Z  | N | P  | DG  | PG  | Točke |
| ----- | --------------- | -- | -- | - | -- | --- | --- | ----- |
| 1.    | Hertz Olimpija  | 20 | 20 | 0 | 0  | 220 | 47  | 40    |
| 2.    | Acroni Jesenice | 20 | 14 | 0 | 6  | 144 | 60  | 28    |
| 3.    | Sportina Bled   | 20 | 11 | 0 | 9  | 103 | 58  | 22    |
| 4.    | Triglav Kranj   | 20 | 10 | 1 | 9  | 85  | 83  | 21    |
| 5.    | Slavija Jata    | 20 | 3  | 1 | 16 | 46  | 189 | 7     |
| 6.    | Maribor         | 20 | 1  | 0 | 19 | 43  | 204 | 2     |

##### Drugi del
| Mesto | Klub            | OT | Z | N | P | DG | PG | Točke |
| ----- | --------------- | -- | - | - | - | -- | -- | ----- |
| 1.    | Hertz Olimpija  | 6  | 6 | 0 | 0 | 38 | 12 | 12    |
| 2.    | Acroni Jesenice | 6  | 2 | 1 | 3 | 17 | 22 | 5     |
| 3.    | Sportina Bled   | 6  | 2 | 0 | 4 | 15 | 20 | 4     |
| 4.    | Triglav Kranj   | 6  | 1 | 1 | 4 | 15 | 31 | 3     |

#### Končnica
Igralo se je na štiri zmage po sistemu 1-1-1-1-1-1-1, * - po kazenskih strelih.

##### Polfinale
|  | Olimpija Hertz | 7:2 | Triglav Kranj | Hala Tivoli, Ljubljana |

| Poročilo tekme | Poročilo tekme | Poročilo tekme | Poročilo tekme | Poročilo tekme |
| -------------- | -------------- | -------------- | -------------- | -------------- |
|                |                |                |                |                |

|  | Triglav Kranj | 0:9 | Olimpija Hertz | Ledena dvorana Kranj, Kranj |

| Poročilo tekme | Poročilo tekme | Poročilo tekme | Poročilo tekme | Poročilo tekme |
| -------------- | -------------- | -------------- | -------------- | -------------- |
|                |                |                |                |                |

|  | Olimpija Hertz | 14:3 | Triglav Kranj | Hala Tivoli, Ljubljana |

| Poročilo tekme | Poročilo tekme | Poročilo tekme | Poročilo tekme | Poročilo tekme |
| -------------- | -------------- | -------------- | -------------- | -------------- |
|                |                |                |                |                |

|  | Triglav Kranj | 5:9 | Olimpija Hertz | Ledena dvorana Kranj, Kranj |

| Poročilo tekme | Poročilo tekme | Poročilo tekme | Poročilo tekme | Poročilo tekme |
| -------------- | -------------- | -------------- | -------------- | -------------- |
|                |                |                |                |                |

##### Finale
| 1. marec 1996 | Olimpija Hertz | 6:4 | Acroni Jesenice | Hala Tivoli, Ljubljana |

| Poročilo tekme | Poročilo tekme                                              | Poročilo tekme  | Poročilo tekme                              | Poročilo tekme              |
| -------------- | ----------------------------------------------------------- | --------------- | ------------------------------------------- | --------------------------- |
|                | Nienhuis 08 Vnuk 13 Jan 36 Vnuk 45 Nienhuis 59 Brodnik\| 60 | (2:2, 1:1, 3:1) | 06 Coxe 10 Razinger 33 Beausoleil 59 Kunčič | Sodnik: Gerhard Lichtnecker |

| 3. marec 2006 | Acroni Jesenice | 1:6 | Olimpija Hertz | Dvorana Podmežakla, Jesenice |

| Poročilo tekme | Poročilo tekme | Poročilo tekme  | Poročilo tekme                                          | Poročilo tekme       |
| -------------- | -------------- | --------------- | ------------------------------------------------------- | -------------------- |
|                | Beausoleil 54  | (0:0, 0:4, 1:2) | 24 Kontrec 24 Gorenc 31 Bešlagič 38 Vnuk 41 Vnuk 44 Jan | Sodnik: Peter Cvatal |

| 5. marec 1996 | Olimpija Hertz | 5:6* | Acroni Jesenice | Hala Tivoli, Ljubljana |

| Poročilo tekme | Poročilo tekme                                 | Poročilo tekme            | Poročilo tekme                                                      | Poročilo tekme       |
| -------------- | ---------------------------------------------- | ------------------------- | ------------------------------------------------------------------- | -------------------- |
|                | Laylin 05 Vnuk 08 Haas\| 39 Nienhuis 39 Jan 49 | (2:1, 2:2, 1:2, 0:0, 1:2) | 06 Smolej 36 Rahmatuljin 40 Sodja 48 Varl 50 Razinger 65 Beausoleil | Sodnik: Willi Schimm |

| 8. marec 1996 | Acroni Jesenice | 0:9 | Olimpija Hertz | Dvorana Podmežakla, Jesenice |

| Poročilo tekme | Poročilo tekme | Poročilo tekme  | Poročilo tekme                                                                               | Poročilo tekme       |
| -------------- | -------------- | --------------- | -------------------------------------------------------------------------------------------- | -------------------- |
|                |                | (0:2, 0:3, 0:4) | 02 Haas 04 Zupančič 24 Kastelic 26 Kontrec 36 Jan 46 Kastelic 53 Haas 53 Nienhuis 57 Brodnik | Sodnik: Peter Slapke |

| 10. marec 1996 | Olimpija Hertz | 6:1 | Acroni Jesenice | Hala Tivoli, Ljubljana |

| Poročilo tekme | Poročilo tekme                                   | Poročilo tekme  | Poročilo tekme | Poročilo tekme                        |
| -------------- | ------------------------------------------------ | --------------- | -------------- | ------------------------------------- |
|                | Haas 04 Zajc 06 Vnuk 24 Laylin 32 Haas Gorenc 40 | (2:0, 4:1, 0:0) | 35 Coxe        | Gledalci: 4000 Sodnik: Stefan Trainer |

### Alpska liga
Uvrstitev: 3. mesto

#### Redni del

##### Centralna skupina
| Poz | Klub           | OT | TOČ | Z | N | P | DG | PG | GR  |
| --- | -------------- | -- | --- | - | - | - | -- | -- | --- |
| 1   | EC KAC         | 10 | 18  | 9 | 0 | 1 | 60 | 31 | +29 |
| 2   | Olimpija Hertz | 10 | 14  | 7 | 0 | 3 | 60 | 33 | +27 |
| 3   | EC VSV         | 10 | 14  | 7 | 0 | 3 | 60 | 34 | +26 |
| 4   | HC Bozen       | 10 | 8   | 4 | 0 | 6 | 41 | 48 | -7  |
| 5   | Asiago Hockey  | 10 | 4   | 2 | 0 | 8 | 26 | 61 | -35 |
| 6   | HC Alleghe     | 10 | 2   | 1 | 0 | 9 | 23 | 63 | -40 |

#### Končnica

##### Četrtfinale
| 20. oktober 1995 | HK Jesenice | 2:4 | Olimpija Hertz | Stadthalle, Celovec |

| Poročilo tekme | Poročilo tekme | Poročilo tekme | Poročilo tekme | Poročilo tekme |
| -------------- | -------------- | -------------- | -------------- | -------------- |
|                |                |                |                |                |

##### Za tretje mesto
| 22. oktober 1995 | EC KAC | 0:2 | Olimpija Hertz | Stadthalle, Celovec |

| Poročilo tekme | Poročilo tekme | Poročilo tekme | Poročilo tekme | Poročilo tekme |
| -------------- | -------------- | -------------- | -------------- | -------------- |
|                |                |                |                |                |

### Pokal evropskih prvakov
Uvrstitev: 2. krog

#### Prvi krog - skupina D
| Poz | Klub               | Točke |
| 1   | Olimpija Hertz     | 6     |
| 2   | Sheffield Steelers | 4     |
| 3   | Tilburg Trappers   | 2     |
| 4   | CHH Txuri Urdin    | 0     |

#### Drugi krog - skupina H
| Poz | Klub              | Točke |
| 1   | HC Petra Vsetín   | 6     |
| 2   | Rouen HC          | 4     |
| 3   | Olimpija Hertz    | 2     |
| 4   | Podhale Nowy Targ | 0     |

## Statistika

### Najboljši strelci
| # | Igralec        | G  | P  | T  |
| - | -------------- | -- | -- | -- |
| 1 | Dejan Kontrec  | 25 | 54 | 79 |
| 2 | David Haas     | 45 | 29 | 74 |
| 3 | Kraig Nienhuis | 40 | 33 | 73 |
| 4 | Tomaž Vnuk     | 44 | 25 | 69 |
| 5 | Nik Zupančič   | 37 | 29 | 66 |
| 6 | Ivo Jan        | 27 | 30 | 57 |